# Estación de Luttre
La estación de Luttre es una estación de tren belga situada en Pont-à-Celles, en la provincia de Henao, región Valona.
Pertenece a la línea  de S-Trein Charleroi.

## Situación ferroviaria
La estación se encuentra en la línea 124 (Bruselas-Charleroi).

## Intermodalidad
| Línea | Procedencia          | Parada      | Destino                   |
| ----- | -------------------- | ----------- | ------------------------- |
| 50    | CHARLEROI Beaux-Arts | LUTTRE Gare | LUTTRE SNCB               |
| 51    | LUTTRE SNCB          | LUTTRE Gare | MONCEAU-SUR-SAMBRE Moulin |
| 65    | CHARLEROI Sud        | LUTTRE Gare | CHARLEROI Sud             |
| 167   | LA LOUVIÈRE SNCB-Sud | LUTTRE Gare | LUTTRE SNCB               |